# 頸半棘筋
頸半棘筋（けいはんきょくきん、英語: semispinalis cervicis muscle）は、長背筋のうち、斜胸の深層に位置する筋肉である。半棘筋のうち、頭半棘筋と胸半棘筋、頸半棘筋の3部に分けられたものの一方である。第1～6胸椎横突起を起始とし、斜側上方に向かって走り、第2～6頸椎棘突起に付着する。
頭部および脊柱の後屈、側屈、反対側への回旋を行う。